# Nollmängd
Inom måtteori och sannolikhetslära är en nollmängd en mängd med mått 0. 
Huruvida en viss mängd är en nollmängd beror på vilket mått som används. Exempelvis är en linje en nollmängd med avseende på areamåttet, men inte en nollmängd med avseende på längdmåttet. För mängder i det euklidiska rummet Rn avses vanligen Lebesguemåttet.
En delmängd A av  Rn har Lebesguemått 0 om, och endast om, det för varje ε > 0 finns en uppräknelig familj av n-kuber {\displaystyle \{A_{i}\}_{i=1}^{\infty }} som täcker A, sådan att måttet {\displaystyle \sum _{i=1}^{\infty }\mu (A_{i})<\epsilon }. 
Den tomma mängden är alltid en nollmängd.